# Alexandre Vinet
Alexandre Rodolphe Vinet (17. června 1797, Ouchy, dnes Lausanne – 4. května 1847, Clarens u Vevey) byl švýcarský reformovaný teolog a literární historik. Je považován za klasického přívržence odluky církve od státu.

## Životopis
Po ukončení studia v Lausanne od roku 1817 vyučoval francouzštinu a literaturu na basilejském gymnáziu na Münsterplatz, od roku 1835 působil také na basilejské univerzitě a v roce 1837 se stal profesorem teologie na lausanské akademii. Kvůli společensko-politickým změnám vystoupil v roce 1840 z církve a v roce 1845 se vzdal profesorského místa. Spolu s Charlesem Monnardsem založil, od státu odloučenou, Église libre évangélique, a stal se duchovním otcem ve Waadtu.

## Dílo
Dějiny literatury
- Chrestomathie française (1829)
- Études sur la littérature française au XIXe siècle (1840-51)
- Histoire de la littérature française au XVIIe siècle
- Études sur Pascal
- Études sur les moralistes aux XVe et XVIe siècles
- Histoire de la prédication parmi les Réformes de France

Teologie
- Mémoire en faveur de la liberté des cultes (1826)
- Essai sur la conscience (1829)
- Essai sur la manifestation des convictions religieuses (1842)
- Discours sur quelques sujets religieux (1831) und Nouveaux discours (1841)